# Frederick Stafford
Frederick Stafford (n. 11 martie 1928, Cehoslovacia – d. 28 iulie 1979, Lugano, Cantonul Ticino, Elveția) a fost un actor austriac de origine cehă ce a jucat într-o serie de filme americane.

## Filmografie selectivă
- 1967 Omul care valora miliarde (L'Homme qui valait des milliards), regia Michel Boisrond
- 1968 Topaz, regia Alfred Hitchcock